# ゲオルギー・コニュス
ゲオルギー・エドゥアルドヴィチ・コニュス（Гео́ргий Эдуа́рдович Коню́с; ラテン文字転写の例：Georgi Eduardovich Conus, 1862年9月18日 モスクワ – 1933年8月29日 モスクワ）はロシアの作曲家・音楽理論家。

## 経歴
モスクワ音楽院で院長タネーエフと教授アレンスキーに学び、学生時代はスクリャービンやグリエールらの後輩に影響力があった。一時期は作曲家として非常に期待されており、チャイコフスキーから前途有望と見込まれたために、帝室より年間1200ルーブルの奨学金を授与されたほどだった。たくさんの歌曲のほかに、カンタータ1曲、バレエ音楽1曲、交響詩2曲のほか、管楽セレナーデやさまざまな編成の器楽曲も遺した。このうち1つとして世界的なレパートリーに入ったものはなく、結局ゲオルギー・コニュスは、楽理研究、とりわけ楽曲分析に没頭するようになった。
1891年から1896年まで母校で、1902年から1912年までモスクワ楽友協会音楽学校で、1920年までサラトフ音楽院で教壇に立ち、その後はモスクワ音楽院に復職した。

## 家族・親族
コニュス3兄弟の中では最年長である。
- ユーリ・コニュス
- レフ・コニュス